# Catocala formosana
Catocala formosana là một loài bướm đêm trong họ Erebidae.